# Право притулку
Право притулку або Азильне право (від. грец. ἄσυλον — притулок, від лат. asylum — святилище, у переносному значені непорушне, безпечне місце від насильства, англ. right of asylum, фр. droit d'asile) — право держави надати можливість в'їзду і перебування на своїй території іноземцям, які у себе на батьківщині переслідуються за суспільно-політичну, наукову або релігійну діяльність і є шукачами притулку. Передбачає право переслідуваної особи звертатися до будь-якої іноземної держави з проханням про надання притулку і правового захисту, а також право держави не видавати особу країні, яка вимагає її видачі.

## Історія
Відоме з часів Античності, у період Середньовіччя широко застосовувалося не тільки державами, але і церквою, яка надавала притулок в храмах, монастирях тощо. Першочергово А.п. могли користуватися злочинці, проте з часом, еволюціонувало до виключно форми політичного притулку, через можливе переслідування у себе на батьківщині за суспільно-політичну, правозахисну, наукову, релігійну діяльність або ж переконання, які не кваліфікуються у міжнародному чи національному праві демократичних держав як правопорушення.

## Характеристика
Надання права притулку є невід'ємним правом держави, яка відповідно до свого внутрішнього законодавства сама визначає, яким особам і на яких умовах надає притулок. Це право розглядають як інститут міжнародного або національного права, за яким особа може просити та отримати притулок, а відповідно і захист у іноземної держави, після чого на законних підставах у ній перебувати невизначений строк, не бути виданою країні громадянства (походження) та користуватися правами та свободами як іноземець або особа без громадянства. Право притулку розділяють на територіальне (на території країни у якої просять притулок) та дипломатичне (у приміщенні посольства або дипломатичного представництва на території іноземної держави)
Однак при цьому держави мають зважати на вимоги загальновизнаних норм і принципів міжнародного права. За цими нормами право притулку не може бути надано: воєнним злочинцям; кримінальним злочинцям, видачу яких передбачено багатосторонніми конвенціями по боротьбі з кримінальними злочинами або двосторонніми угодами окремих держав; особам, які здійснили злочинні дії, що суперечать цілям і принципам ООН.
Основними міжнародно-правовими актами, що регулюють питання права притулку, є Загальна декларація прав людини 1948 року і Декларація про територіальний притулок 1967 року. У деяких країнах Латинської Америки застосовується Гаванська конвенція про право притулку (1928).
Обов'язковою умовою при розв'язанні питання про надання притулку є подача заяви зацікавленою особою. За своїм правовим становищем особа, якій надано притулок, прирівнюється або до іноземців, якщо вона зберігає громадянство своєї держави, або до осіб без громадянства, якщо вона втрачає громадянство своєї держави. В обох випадках особа, якій надано притулок, втрачає право на дипломатичний захист з боку своєї держави.

## В Україні
Конституція України містить положення за якими іноземцям та особам без громадянства може бути надано притулок у порядку, встановленому законом (ч. 2 ст. 26.). Необхідно розрізняти правовий статус особи, яка отримала політичний притулок від статусу біженця.

## Використання
Найвідомішими прохачами, які скористалися право притулку були Декарт у Нідерландах, Вольтер у Англії, Гоббс у Франції.